# Stefano Evodio Assemani
Stefano Evodio Assemani (łac. Stephan Evodius Assemani, ur. 1707, zm. 1782) – libański orientalista, syriolog.

## Życiorys
Był duchownym maronickim i bratankiem Giuseppe Simona Assemani. Kontynuował jego dzieło i opublikował katalogi rękopisów orientalnych z Florencji (1742) i biblioteki Watykańskiej (1756-1759).

## Wybrane publikacje
- Bibliothecae Mediceae Laurentianae et Palatinae codicum mms. orientalium catalogus, Stephanus Evodius Assemanus, recensuit digessit notis illustravit Antonio Francisco Gorio curante. Florentiae: ex Typographio Albiziniano, 1742 (Florentiae: ex typographia Caietani Albizzini, 1743)
- Laudatio in funere Friderici Augusti 3. regis Poloniae ducis Saxoniae S.R.I. principis electoris habita coram eminentissimis ac reverendissimis S.R.E. cardinalibus in aede sanctissimi Salvatoris in Lauro 8. Kal. Jun. an.1764. a Stephano Evodio Assemano archiepiscopo Apamaee. Romae: ex typographia Francisci Bizzarrini Komarek, provisoris librorum sanctae Romanae Ecclesiae in Bibliotheca Vaticana, 1764.
- Delle lodi di Giovanni V re fedelissimo di Portogallo orazione recitata l'anno 1751 nella solenne adunanza degli arcadi tenuta nel Bosco Parrasio in morte del medesimo da Stefano Evodio Assemani, detto in Arcadia Libanio Biblio. In Roma: nella stamperia di Angelo Rotilj, e Filippo Bacchelli nella strada del Monte della Farina, 1750.
- Sacrae et ecclesiasticae eruditionis amatoribus typographus. Romae prostare apud Nicolaum Brondium Bibliopolam in Foro Pasquini, ad signum S. Johannis de Deo. Dat. Romae XVII. Kalendas Septembres, anno 1747.